# Жюльен (блюдо)

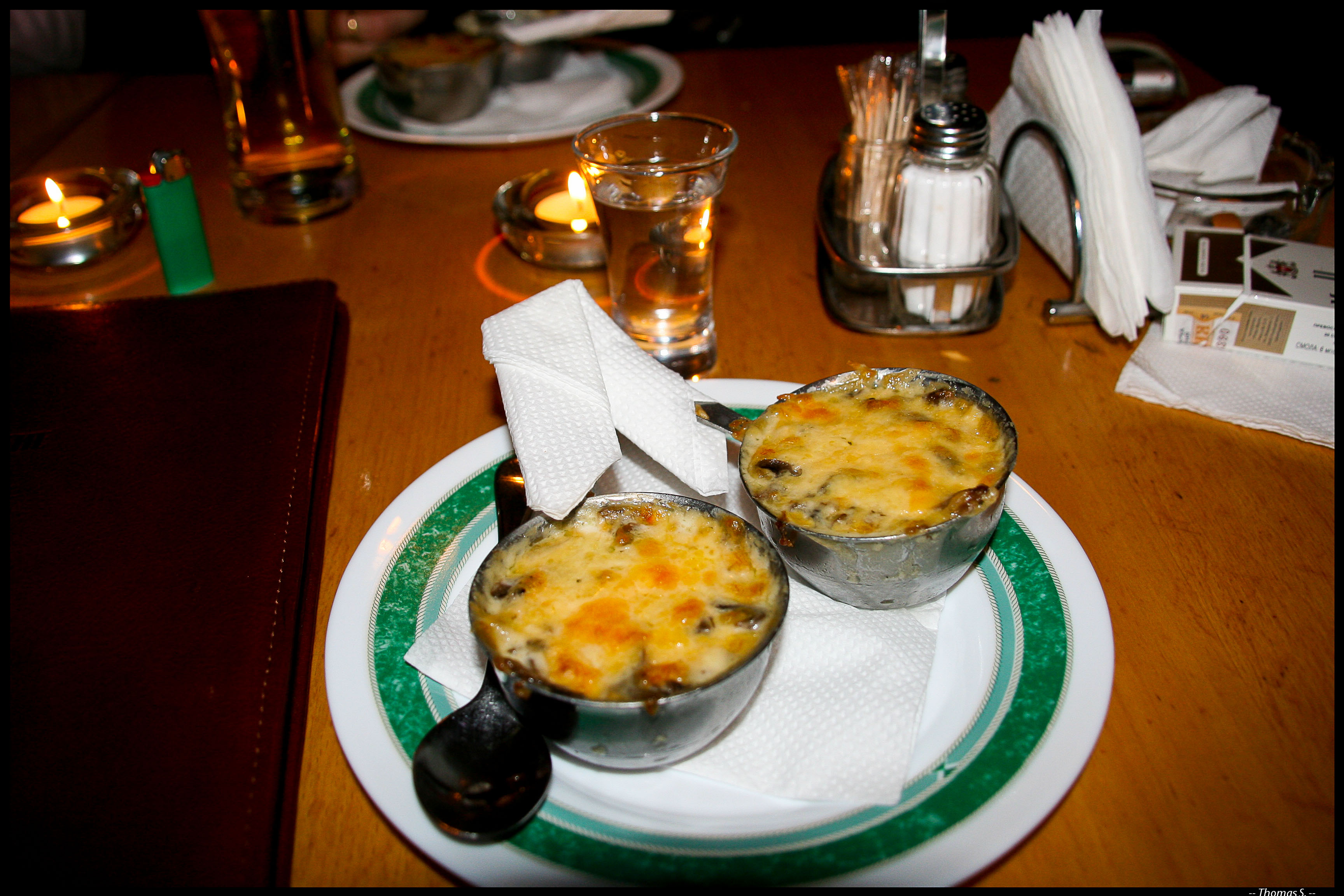
Порция жюльена, сервированная в двух металлических кокотницах с папильотками и десертной ложкой

Жюлье́н (от фр. julienne) — сложная горячая закуска, приготовленная преимущественно из птицы или дичи и грибов, нарезанных одноимённым способом — тонкой соломкой либо небольшими ломтиками-кусочками, а затем запечённых в кокотнице со сметаной или соусом под тёртым сыром. Популярное блюдо советской ресторанной кухни. Похожее грибное закусочное блюдо — грибы в сметане.
Название блюда произошло от французского термина, обозначающего тонкую нарезку молодых овощей, однако в русской кухне данное слово потеряло своё первоначальное значение и в настоящее время закрепилось за разновидностью горячих закусок, не имеющих отношения к французской кухне.
Для приготовления жюльена используются отваренные свежие или сушёные грибы, филе птицы также предварительно подвергают термической обработке обжариванием или варкой. Помимо грибных и куриных жюльенов существуют рецепты из мяса, овощей и морепродуктов. Обязательные ингредиенты жюльенов — обжаренный в сливочном масле репчатый лук и тёртый сыр. По мнению В. В. Усова, высшее искусство в приготовлении жюльена заключается в том, чтобы лук как бы растворился в других ингредиентах. Существует два варианта заливки жюльена: сметанная, с мукой и яйцом, иногда майонезом, и молочная или сливочная, на пассерованной муке. Пряности в заправках не используются, чтобы сохранить натуральный аромат продуктов. Для запекания помимо кокотниц применяются порционные сковородки или керамические огнеупорные формочки. Жюльены подают на стол в кокотницах с надетой на ручку папильоткой на специальных подстановочных или пирожковых и десертных тарелках, покрытых полотенцем разового пользования, обычно по две на порцию. Блюдо едят чайной или кофейной ложечкой «мокко», не перекладывая содержимое на тарелку. Иногда жюльен запекают в большой форме, чтобы потом сервировать его в волованах или тарталетках.
Похожие на жюльен по сервировке закуски называются «кокот» (из грибов, крабов, почек, по названию посуды — кокотницы) и «кокиль» (из рыбы, мидий и устриц, по названию посуды в форме створчатой раковины — кокильницы). В. В. Похлёбкин критиковал название «жюльен» для неовощного блюда и признавал его только за овощными салатами и супами.